# Классический язык майя
Классический язык майя — самый древний письменно засвидетельствованный язык из языковой семьи майя. Основной язык надписей классического периода майя.

## Генетические связи
В настоящее время предполагается, что кодексы и другие классические тексты майя были созданы писцами, обычно ими были жрецы религии майя, на литературной форме языка чольти. Возможно, что верхи общества майя использовали этот язык как лингва франка на всём языковом пространстве майя, населённом носителями разных языков майяской языковой семьи. Однако возможно, что тексты также могли записываться и на других языках майя Петенского бассейна и Юкатана, в первую очередь, на юкатекском. Также существуют некоторые подтверждения того, что письмо майя могло время от времени использоваться для записи майяских языков Гватемальского нагорья. Однако, в случае написания текстов на других языках, их могли записывать писцы, владевшие чольти, которые бы вносили в текст элементы языка чольти.

## Письменности

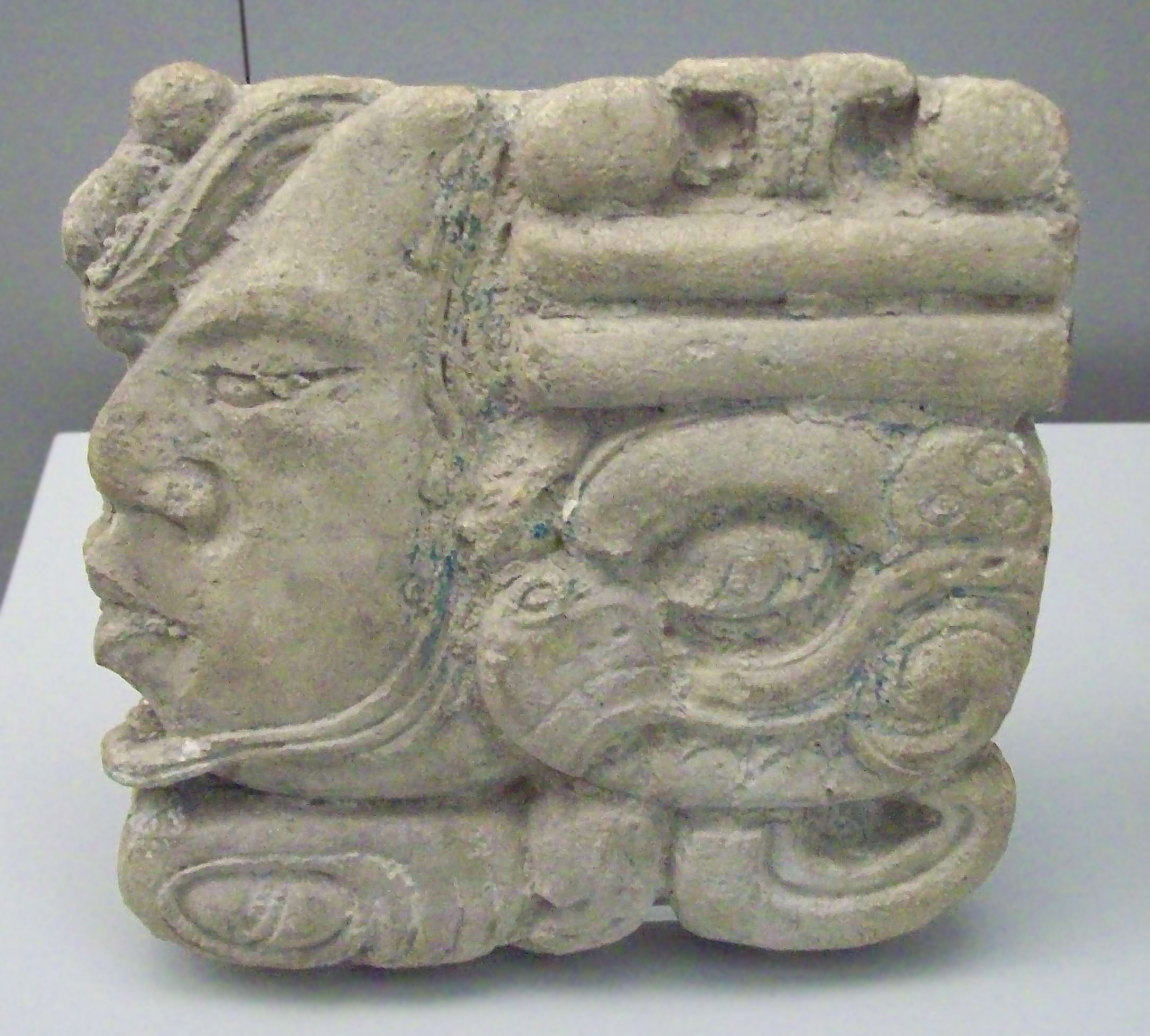
Знак письменности майя из Паленке

Классический язык майя — основной язык, на котором создавались памятники письменности доколумбовых майя, особенно широко он представлен в надписях из регионов, расположенных в низовьях, созданных в период около 200—900 годов н. э. Письменная система (известная как письмо майя) была в чём-то похожа на слоговые и идеографические письменности, такие как шумерская клинопись, в которой использовались сочетания логографических и слоговых знаков (графем). При этом письмо майя — оригинальная письменность, не связанная генетически ни с одной другой.
Корпус текстов майя даёт представление об основных составных знаках, которые отражают фонологию классического языка майя, распространённого в регионе в то время, кроме того, эти знаки могли сочетаться с или дополняться другими логограммами. Поэтому выражения классического языка майя могли записываться множеством способов: или только логограммами, или логограммами с фонетическими дополнениями, логограммами и слоговыми знаками, или исключительно сочетанием слоговых знаков. Например, в одной распространённой модели записи корни многих глаголов и существительных передавались логограммами, тогда как их грамматические аффиксы записывались составными знаками, примерно как в японской письменности.

## Грамматика
Как большинство других майяских языков, классический майя имел порядок слов глагол-подлежащее-дополнение (VSO) и был эргативным языком. Так как классический майя был полисинтетическим языком, для передачи грамматической функции в нём использовались как приставки, так и суффиксы. Существительные не склонялись и не имели грамматического рода. Также в языке был целый класс непереходных глаголов, которые передавали пространственное расположение объекта. Кроме того, язык имел счётные слова для обозначения числа в существительных, использовалась двадцатиричная система счисления. Глаголы не спрягались по временам.